# 16262 Rikurtz
16262 Rikurtz è un asteroide della fascia principale. Scoperto nel 2000, presenta un'orbita caratterizzata da un semiasse maggiore pari a 3,0535905 UA e da un'eccentricità di 0,0362082, inclinata di 2,72854° rispetto all'eclittica.